# Парад Порад
Парад порад — українська розважальна телепрограма, що виходила на «Новому каналі». У шоу люди можуть показати свої винаходи та отримати за найкорисніший та найбезкорисніший винаходи грошову винагороду — 5000 гривень. Ведучі — Сергій Писаренко та Євген Нікішин, учасники команди КВК «Уездный город». Перший випуск програми датується 3 січня 2012 року.
Поради або винаходи повинні відповідати наступним вимогам:
1. Не порушувати закони України.

2. Не носити політичного характеру.

3. Не суперечити правилам суспільної моралі та етики.

4. Не повинні бути вибухонебезпечними, легкозаймистими, токсичними і т. д.

5. Порада або винахід повинен бути з реального життя (не потрібно пропонувати поради щодо оптимізації атомної електростанції або захисту популяції північноамериканських тушканчиків).

6. Порада або винахід повинен мати наочність.

7. Презентація поради або винаходу не повинна перевищувати 3 хвилини.

Призовий фонд кожної передачі становить 10 тисяч гривень.

## Умови
Проведення конкурсу з публічною обіцянкою винагороди в рамках телевізійного проекту «Парад порад».